# 东山路站
东山路站位于中华人民共和国辽宁省大连市金州新区东山路与五一路交叉口西北侧，是大连地铁3号线九里支线的地铁车站，于2008年12月28日随3号线九里支线开通而启用。

## 位置
东山路站位于金州新区东山路与五一路路口西北，东山路西南侧。

## 车站结构
东山路站为侧式站台高架站。
| F3层 | 候车区                                             | 候车区、扶梯及楼梯往站厅 |  |
| F3层 | 侧式站台，开右边门                                 |                          |  |
| F3层 | █ 3号线支线列车往普兰店振兴街及九里方向 （和平路） |                          |  |
| F3层 | █ 3号线支线列车往开发区方向 （鸿玮澜山）           |                          |  |
| F3层 | 侧式站台，开右边门                                 |                          |  |
| F3层 | 候车区                                             | 候车区、扶梯及楼梯往站厅 |  |
| F2层 | 站厅                                               | 自动售票机、进站闸机     |  |
| F1层 | 车站出入口                                         | A出入口                  |  |

## 车站出口
本站设有2个出入口，均位于东山路西北侧，但B出入口已暂停使用。
| 出口编号 | 出口指示 | 建议前往的目的地                             |
| -------- | -------- | -------------------------------------------- |
| 出口 · A |          | 东山路、鑫海阳光小区、大连市一一七中学       |
| 出口 · B | 暂停使用 | 金海嘉园、五一路、迪卡侬五一路店、金州万科城 |

另外，金州火车站距本站约1公里左右，需换乘其它交通工具前往，本站也是大连地铁离金州火车站最近的车站。

## 附近公交线路
- A出入口 - 金州105、金州106、金州108、金州109、金州111、金州116、金州118、昌赫801、昌赫802、昌赫803、昌赫805、昌赫811路公交车。